# Atelier 17
Atelier 17 fue un taller de grabado fundado por el pintor y grabador Stanley William Hayter.

## Historia
Cuando Stanley William Hayter se instaló en París en 1926, trabajó en el número 51 de la calle du Moulin-Vert, donde realizó puntas secas, aguatintas y grabados en madera. En 1927 fundó un taller de grabado en Villa Chauvelot, que en 1933 traslado al número 17 de la calle Campagne-Première, siendo esta dirección el origen del nombre «Atelier 17».
En 1939 partió a Londres y luego a Estados Unidos. En Nueva York, en 1940 imparte cursos de grabado bajo el nombre de Atelier 17, en la New School Research. En 1945, se estableció como «Atelier 17» en 41 East 8th Street.
Al regresar a Francia, reabrió el Atelier 17 en el 278 de la calle de Vaugirard, trasladándolo en 1954 a la Academia Ranson, en el 7 de la calle Joseph-Bara, luego, en 1961, al 77 de la calle Daguerre, en 1969 a 1963, en la misma calle y en 1977, en el 10 de la calle Didot. Stanley William Hayter desarrolló la impresión por viscosidad en la década de 1960.
Enrique Zañartu codirigió Atelier 17 en Nueva York entre 1944 y 1950, luego abrió un segundo Atelier 17 en París, de 1950 a 1959.
Después de fallecer Hayter en 1988, el taller tomó el nombre de «Atelier Contrepoint».

## Artistas que frecuentaron Atelier 17
Selección de artistas que asistieron al taller:
- Livio Abramo
- Pierre Alechinsky
- Carmen Arozena
- Nemesio Antúnez
- George Ball
- Juan Bernal Ponce
- Isabel Bishop
- Nell Blaine
- Alain de La Bourdonnaye
- John Buckland Wright[6][7]
- Louise Bourgeois
- Delia del Carril
- Alexander Calder
- Anita de Caro
- Marc Chagall[7]
- Guillaume Corneille
- Miguel Condé
- Salvador Dalí[7]
- Conrado Domínguez
- Juan Downey
- Max Ernst[6]
- Lily Garafulic
- Józef Hecht[6]
- Lotte Jacobi
- Saito Juichi
- Willem de Kooning
- Mauricio Lasansky
- Riccardo Licata
- Eric Marsiam
- Alice Mason
- André Masson[6]
- Maria Martins
- Takesada Matsutani
- Roberto Matta
- Henri Matisse[7]
- René Mels
- Laura Michelino
- Joan Miró[7]
- Magdeleine Mocquot
- Robert Motherwell
- Nina Negri
- Louise Nevelson
- Claude Pelletier-Pigot
- Helen Phillips (esposa de Stanley William Hayter)
- Pablo Picasso[7]
- Jackson Pollock
- Margaret Ponce Israel
- Bernard Rancillac
- Krishna Reddy
- Jean-Claude Reynal
- Jean-Paul Riopelle
- Mark Rothko
- Miriam Schapiro
- Ono Shoïchi
- Ferdinand Springer
- Matsutani Takesada
- Yves Tanguy[6]
- Mariette Teisserenc
- Raoul Ubac
- Luis Miguel Valdés Morales
- Luis Vargas Rosas
- Roman Verostko
- Roger Vieillard
- Maria Elena Vieira da Silva
- Gérard Vulliamy
- James F. Walker
- Ricardo Wiesse Rebagliati
- Zarina
- Elisa Elvira Zuloaga[8]